# Station Leszno Kartuskie
Station Leszno Kartuskie is een voormalig spoorwegstation in het Poolse plaatsje Leszno, gemeente Kartuzy.